# Lepthyphantes fernandezi
Lepthyphantes fernandezi là một loài nhện trong họ Linyphiidae.
Loài này thuộc chi Lepthyphantes. Lepthyphantes fernandezi được Lucien Berland miêu tả năm 1924.